# Elton John (musikalbum)
Elton John är ett musikalbum av den brittiska musikern Elton John, utgivet 1970. Det var hans andra album totalt och det första som gavs ut i USA, då debutalbumet Empty Sky inte gavs ut där förrän 1975. Albumet innehåller en av hans mest kända sånger, "Your Song", vilken blev en topp 10-hit i både Storbritannien och USA. 
Albumet blev femma på albumlistan i Storbritannien och fyra i USA.

## Låtlista
Samtliga låtar skrivna av Elton John och Bernie Taupin.
1. "Your Song" - 4:02
2. "I Need You to Turn To" - 2:33
3. "Take Me to the Pilot" - 3:47
4. "No Shoe Strings on Louise" - 3:30
5. "First Episode at Hienton" - 4:47
6. "Sixty Years On" - 4:55
7. "Border Song" - 3:21
8. "The Greatest Discovery" - 4:12
9. "The Cage" - 3:30
10. "The King Must Die" - 5:04

## Listplaceringar
| Lista (1970-1971) | Position            |
| ----------------- | ------------------- |
| Australien        | 5 (Go Set)          |
| Japan             | 40 (Oricon)         |
| Kanada            | 4 (RPM)             |
| Nederländerna     | 2                   |
| Storbritannien    | 5 (UK Albums Chart) |
| USA               | 4 (Billboard 200)   |